# 比奇富豪
比奇富豪（英語：Beechcraft Bonanza）是一款美國比奇公司在1947年推出的通用飛機，在1947年推出。這種六座單引擎飛機直至今日仍在生產,其連續生產時間是歷史上最長的。  目前已已製造超過17，000架各型號飛機。  其有著獨特的V形尾翼，而早期傳統尾翼版本被稱為debonair。  

## 使用者

### 民用
富豪被包機公司廣泛歡迎，同時也有私人和公司運營。
1949年，轉角航空(Turner Airlines）（後來更名為中部湖航空（lake central airline))開始運營V型尾翼的富豪飛機。 

### 軍用
海地
海地空軍 – 1x富豪F33
 印度尼西亞
印度尼西亞海軍航空兵 – 4x富豪G36
 伊朗
伊朗帝國空軍 – 10x富豪F33A and 39 x 富豪 F33C
 以色列
以色列空軍  - 富豪A-36 被稱為 Hofit.
 
科特迪瓦空軍 – 1x富豪F33C
 墨西哥
墨西哥空軍 – 10 x富豪F33C
 荷蘭
荷蘭政府飛行學校 – 16 x富豪F33C
 尼加拉瓜
尼加拉瓜國家警衛隊 – 1x富豪A35
 葡萄牙
葡萄牙空軍 – 1×富豪A35 曾於1949–55運營.
 西班牙
西班牙空天軍 –29x富豪F33Cand25x富豪F33A
 泰國
泰國皇家海軍  – 3x富豪35
 美国
美國空軍 - QU-22Bs.

## 技術參數（2011 G36）

比奇富豪V35B三視圖

基本信息
- 机翼面积：1,950平方英尺（181平方）
- 空重：5,549英磅（2,517）
- 总重：3,650英磅（1,656）
- 螺旋桨：三桨叶

性能
- 巡航速度：176節（203英里每小時；326每小時）
- 航程：716海里；1,326（824英里）滿座狀態
- 转场航程：930海里（1,070英里；1,722）
- 升限：18,500英尺（5,600）
- 最大滑翔比：1

航電

- Garmin G1000

- 機組: 1
- 乘客: 5
- 長: 8.38米
- 翼展:10.21米
- 高: 2.62米